# Listă de balerini români
Aceasta este o listă de balerini români:

## A
- Tiberiu Almosnino (n. 1962)

## B
- Lucian Bacoiu
- Gelu Barbu (1932-2016)
- Petre Bodeuț

## D
- Oleg Danovski (1917-1996)

## G
- Alin Gheorghiu (n. 1973)

## M
- Alexa Mezincescu (1936-2019)
- Mircea Munteanu

## N
- Bogdan Nicula (1979-2015)

## P
- Cornel Patrichi (1944-2016)
- Gabriel Popescu (n. 1932)

## R
- Anton Romanovski (1882-1972)

## S
- Romulus Sârbu (n. 1935)

## V
- Maier Vlad